# 달문
달문(達文, 1707년 ~?)은 조선 시대 사람이다.
1764년 음력 4월 17일 머리가 허옇게 세어서도 머리를 땋고 다니는 거동수상자라는 이유로, 자근만을 비롯한 홍유, 이상묵, 이달손, 강취성, 도행, 문담 등과 함께 체포되어 영조에게 국문을 받았다. 처음에는 죽이려 했으나 경성으로 귀양 보내는 것으로 끝났다.
박지원, 표철주 등과 안면이 있었다. 박지원의 《방경각외전》에 수록된 〈광문자전〉의 주인공 “광문자”가 바로 달문이다.

## 병세재언록
조선 후기 이규상이 남긴 병세재언록에 다음과 같은 글이 있다.
달문이란 사람은 성씨를 알지 못하는데, 서울 종루 거리의 걸인이다. 의협을 숭상했으며, 얼굴이 크고 이마가 넓었고 입이 커서 주먹이 들락거렸다. 그는 늘그막에도 상투를 틀지 않고 총각 머리를 하였으며, 온통 기운 옷을 입고 성한 옷은 없었다. 매일 밤에 각전(各廛_가게, 상가를 말함)의 상직(上直)을 보았는데, 각전 주인들은 다투어 달문을 찾아서 상직을 시키면 마음을 놓았다. 서울의 전사(傳舍_여관, 여각을 말함) 주인들 또한 달문을 다투어 불러다가 각 고을 사람들이 보관한 귀중한 물화들을 맡아서 지키게 하였다. 달문은 서울 저자에 앉아 있었으나, 8도에 통하는 큰 장사치로 막중한 상권을 잡은 자라도 그의 말을 받들어 그 말대로 쫓지 않은 것이 없었다. 대개 전적으로 신의를 가지고 일을 처리했기 때문이다. 비록 큰 장사치와 통하였지만, 물화 하나라도 가까이 하지 않고 자기 몸은 매양 걸인 무리에게서 벗어나지 않았다. 나이가 더욱 늙어서는 어디로 갔는지 알지 못하였다. 영남으로 내려가 여관에 고용되어 있다고도 한다. 그는 용모가 질박하고 말수가 적어 자기의 재능을 자랑하지 않았다고 한다.